# Katharina Rutschky
Katharina Rutschky (Berlín, 25 de gener de 1941 - 14 de gener de 2010) va ser una periodista alemanya. Va destacar com a assagista en encunyar el terme pedagogia negra.

## Biografia
Va néixer a Berlín en una família d'idees socialdemòcrates, filla d'un manyà i d'una mestressa de casa. No obstant això, no es va fer membre del Partit Socialdemòcrata d'Alemanya fins a l'any 2009. Els primers anys d'escola els va passar a Kniebis, prop de Freudenstadt. Quan tenia 10 anys la seva família es va traslladar a Kassel i als 15 anys ella es va fer membre de la Joventut Socialista d'Alemanya - Die Falken. El 1960 va fer l'Abitur. Va estudiar germanística i ciència de la història a les universitats de Gotinga i Berlín i després va passar l'examen d'estat de sociologia i pedagogia. En iniciar els estudis universitaris, es va fer membre de la Federació Socialista Alemanya d'Estudiants. Els seus mestres més importants van ser Eberhard Lämmert, Klaus Mollenhauer, Herwig Blankertz, Dieter Claessens i el psicoanalista Gerhard Maetze. El 1971 es va casar amb l'escriptor Michael Rutschky i va viure a Kreuzberg des de l1981.
Es va fer famosa el 1977 per l'edició de l'obra Pedagogia negra. La seva polèmica obra de 1992 Erregte Aufklärung.Kindesmissbrauch: Fakten und Fiktionen va donar lloc a un fort debat sobre el tracte que donava el moviment feminista a l'abús sexual infantil; aquesta controvèrsia va ser molt coneguda amb l'etiqueta de «l'abús dels abusos». El 2001 va publicar un llibre sobre gossos, una de les seves passions.

## Influència
El 30 de maig de 1999 va rebre el premi Heinrich Mann. Jan Feddersen va opinar que Rutschky era «una de les assagistes més importants de la postguerra». La seva posició respecte al feminisme s'ha descrit en dues frases: «és feminista a Itàlia, on viatja des de fa deu anys i inspira la filosofia del grup Diotima en Verona. És antifeminista a Alemanya, atès que el nivell del feminisme aquí políticament i intel·lectualment no ha anat més enllà d'Alice Schwarzer». Es considerava agnòstica.
Era una defensora rotunda de l'esperit del Maig 68, al qual pertanyia. Es va distanciar de la interpretació que feien Wolfgang Kraushaar i Götz Aly d'aquest moviment.

## Publicacions (selecció)

### Obres
- Handbuch Sexueller El meußbrauch (1999)
- Im Gegenteil – Politisch unkorrekte Ansichten über Frauen (2011)

### Monografies
- Erregte Aufklärung: Kindesmissbrauch: Fakten & Fiktionen (1992)
- Emma und ihre Schwestern. Ausflüge in den real existierenden Feminismus (1999)
- Der Stadthund: von Menschen an der Leine (2001)
- Deutsche Kinder-Chronik: Wunsch- und Schreckensbilder aus vier Jahrhunderte (2003)

### Edició
- Schwarze Pädagogik. Quellen zur Naturgeschichte der bürgerlichen Erziehung (1977)